# Kerim Tekin
Haydar Kerim Tekin, nome d'arte di Karbeyaz (Erzincan, 18 aprile 1975 – Afyonkarahisar, 27 giugno 1998), è stato un cantante e attore turco.

## Biografia
Conosciuto come il George Michael della Turchia e Noto soprattutto per le sue canzoni Haykırsam Dünyaya, Karbeyazdır Ölüm ed Akşamlar, negli anni novanta ha fatto da cantautore nei bar ad Istanbul. È stato nominato Migliore cantante turco nel 1997.
Scompare all'età di 23 anni a causa di un incidente stradale.

## Discografia

### Album
- 1996 - Kara Gözlüm
- 1997 - Haykırsam Dünyaya

## Filmografia
- Mirasyediler (1997)